# Ernst Karl Rudolf von Kalckreuth
Ernst Rudolph (Rudolf) von Kalckreuth (* 18. August 1745 in Arensdorf, Kreis Oststernberg; † 25. August 1813 in Schweidnitz) war preußischer Generalmajor, Kommandant von Schweidnitz und zuletzt Brigadier der inaktiven Offiziere in Schlesien.

## Herkunft
Seine Eltern waren der Erbherr auf Arensdorf Rudolf Erhard von Kalckreuth (* 19. August 1708; † 1750) und dessen Ehefrau Therese Beate von Wedel (* 14. Oktober 1719; † 12. Februar 1802) . Sein Bruder Hans Christoph Ernst von Kalckreuth wurde Generalmajor, Karl Siegmund von Kalckreuth (* 1744; † 1816) war Landrat des Kreises Sternberg und dann Landesdirektor der Neumark.

## Leben
Ernst Karl Rudolf von Kalckreuth kam in Arensdorf im brandenburgischen Landkreis Oststernberg, dem heutigen Ortsteil Jarnatów der polnischen Stadt Lubniewice, zur Welt. Er besuchte ab 1755 das Joachimsthaler Gymnasium in Berlin, von dort kam er 1758 als Page zum Prinzen von Preußen. Am 18. Januar 1761 wurde er als Fähnrich in das Infanterie-Regiment Nr. 18 des Prinzen versetzt. Er nahm noch an einigen Kämpfen des Siebenjährigen Krieges teil. So kämpfte er im Gefecht bei Burkersdorf, nahm am Rückzug von Trautenau teil sowie an der Belagerung von Schweidnitz.
Nach dem Krieg wurde er am 2. April 1766 Seconde-Lieutenant und am 25. Mai 1778 Premier-Lieutenant. Im Bayerischen Erbfolgekrieg von 1778/79 kämpfte er im Gefecht bei Neustädt. Am 22. August 1786 erhielt er eine Präbende am St.-Nikolai-Stift in Magdeburg, am 1. November 1786 wurde er noch Stabshauptmann. Am 25. April 1788 stieg er zum Hauptmann und Kompaniechef auf, am 18. Juni 1794 wurde er Major. Am 20. Februar 1795 wurde er zum Kommandeur des Grenadierbataillons ernannt, am 1. Juni 1799 zum Kommandeur eines Bataillons im Regiment. Im Jahr 1800 ernannt man ihm zum Domherr in Magdeburg, am 8. Juni 1804 Oberstleutnant und am 8. Juni 1806 Oberst. Im Vierten Koalitionskrieg kämpfte er bei der Verteidigung von Neiße. Nach der Kapitulation wurde er am 16. Juni 1807 mit halbem Gehalt inaktiv gestellt. Aber am 12. Dezember 1808 kam er dann als Brigadier zu den Truppen in Neiße. Am 18. Februar 1809 wurde er als Generalmajor mit einer Pension von 600 Talern und dem Pour le Mérite in den Ruhestand versetzt. Am 13. März 1809 wurde er wegen seines vorbildlichen Verhaltens bei der Belagerung von Neiße zum Kommandanten von Schweidnitz ad interim ernannt, dafür wurde seine Pension auf 1000 Taler erhöht. Am 2. Januar 1810 wurde er zum Brigadier der inaktiven Offiziere in Schlesien. Am 12. Juni 1813 wurde er endgültig in den Ruhestand versetzt, dazu durfte er seine Pension behalten. Er starb am 25. August 1813 in Schweidnitz.

## Familie
Er heiratete am 24. Januar 1787 in Potsdam Philippie Sophie Wilhelmine Dorothea von Borch (* 1767; † 5. Oktober 1820). Sie war die einzige Tochter des damaligen Regimentskommandeurs Oberst von Borch.